# Jamides euchylas
Jamides euchylas är en fjärilsart som beskrevs av Jacob Hübner 1816. Jamides euchylas ingår i släktet Jamides och familjen juvelvingar. Inga underarter finns listade i Catalogue of Life.

## Bildgalleri

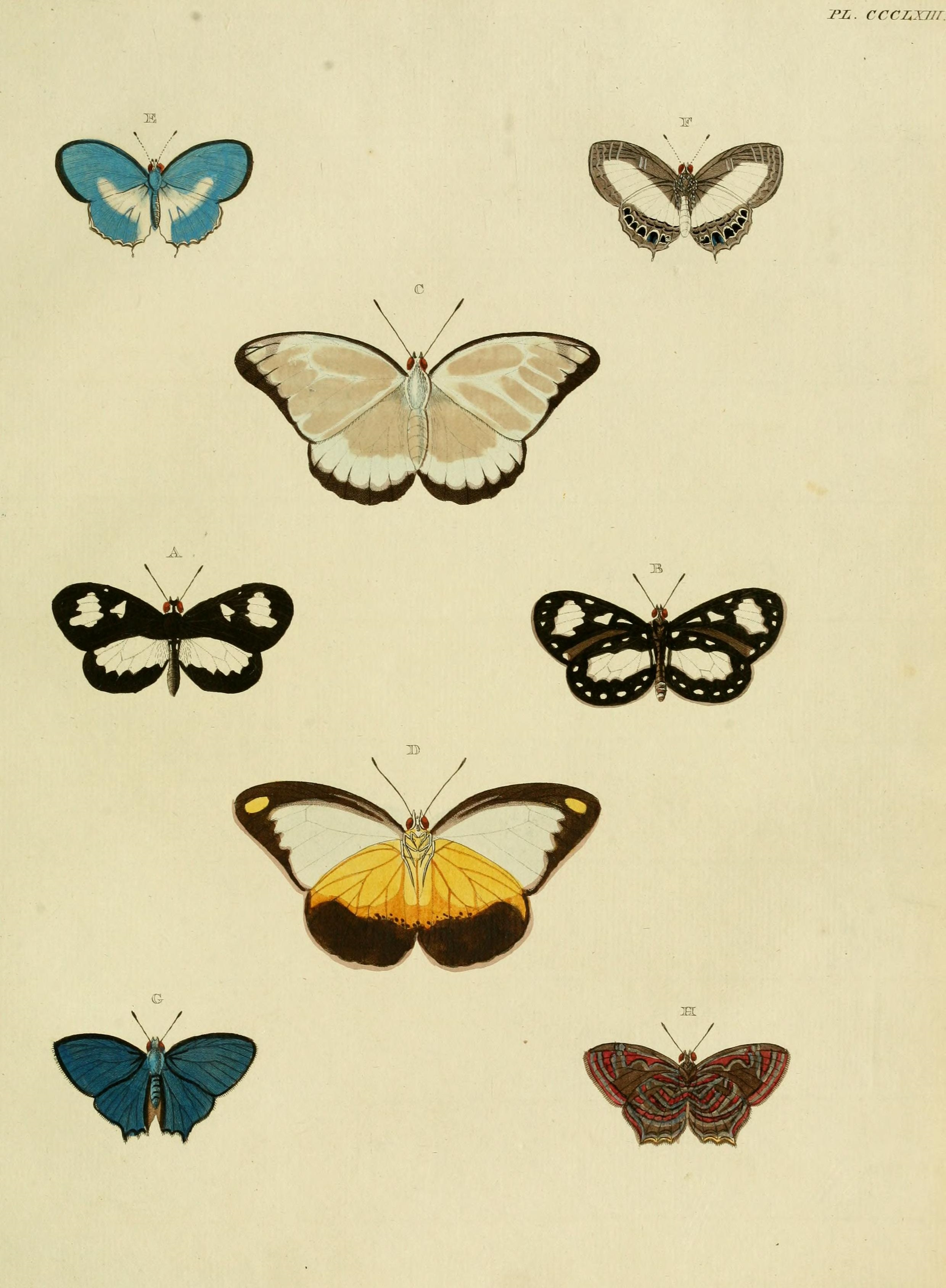